# Xã Rush, Quận Jo Daviess, Illinois
Xã Rush (tiếng Anh: Rush Township) là một xã thuộc quận Jo Daviess, tiểu bang Illinois, Hoa Kỳ. Năm 2010, dân số của xã này là 380 người.